# Hogna leucocephala
Hogna leucocephala este o specie de păianjeni din genul Hogna, familia Lycosidae. A fost descrisă pentru prima dată de L. Koch, 1879. Conform Catalogue of Life specia Hogna leucocephala nu are subspecii cunoscute.